# Erinaceus
Ježek (Erinaceus) je rod, který zahrnuje čtyři druhy živočichů z řádu hmyzožravců (Eulipotyphla), kteří jsou jednou z nejstarších vývojových skupin savců. První zástupci hmyzožravců se objevili na Zemi už v druhohorách, ježkům podobné druhy pak na konci křídy, přičemž původ vlastních ježků spadá do období eocénu (cca před 56 až 44 miliony let).

## Bodliny

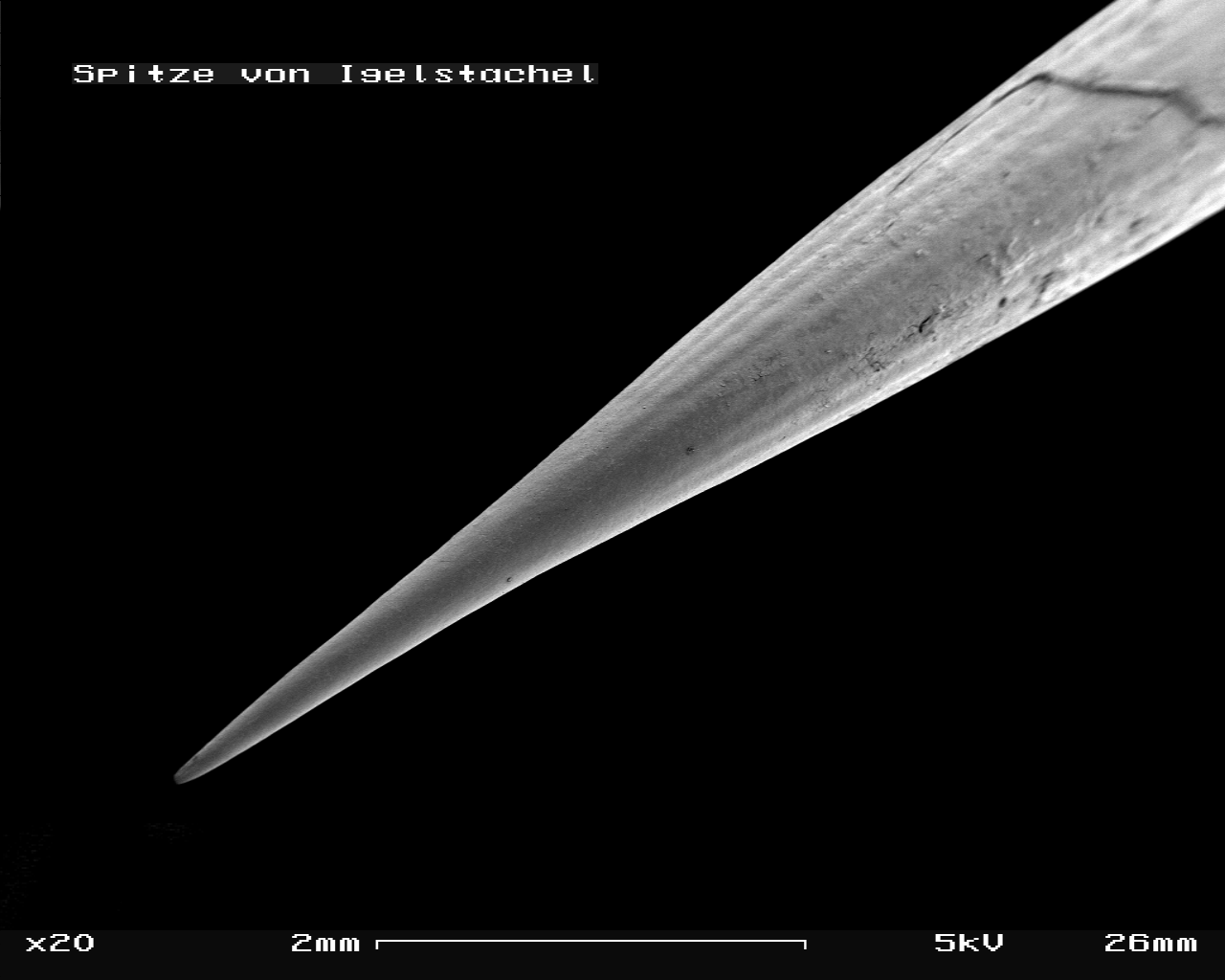
Ježčí bodlina pod rastrovacím elektronovým mikroskopem („SEM“), zvětšení 20x

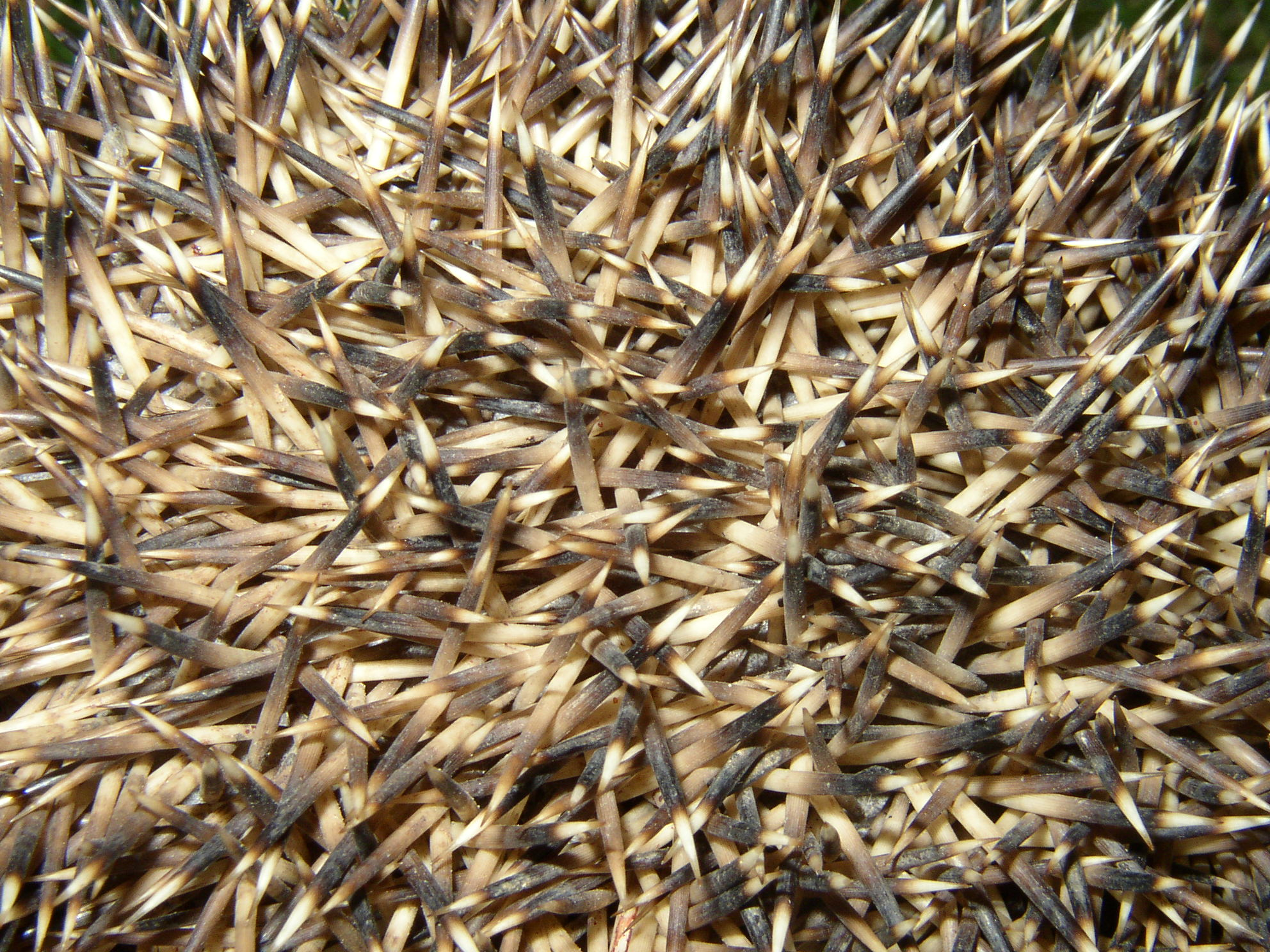
Bodliny

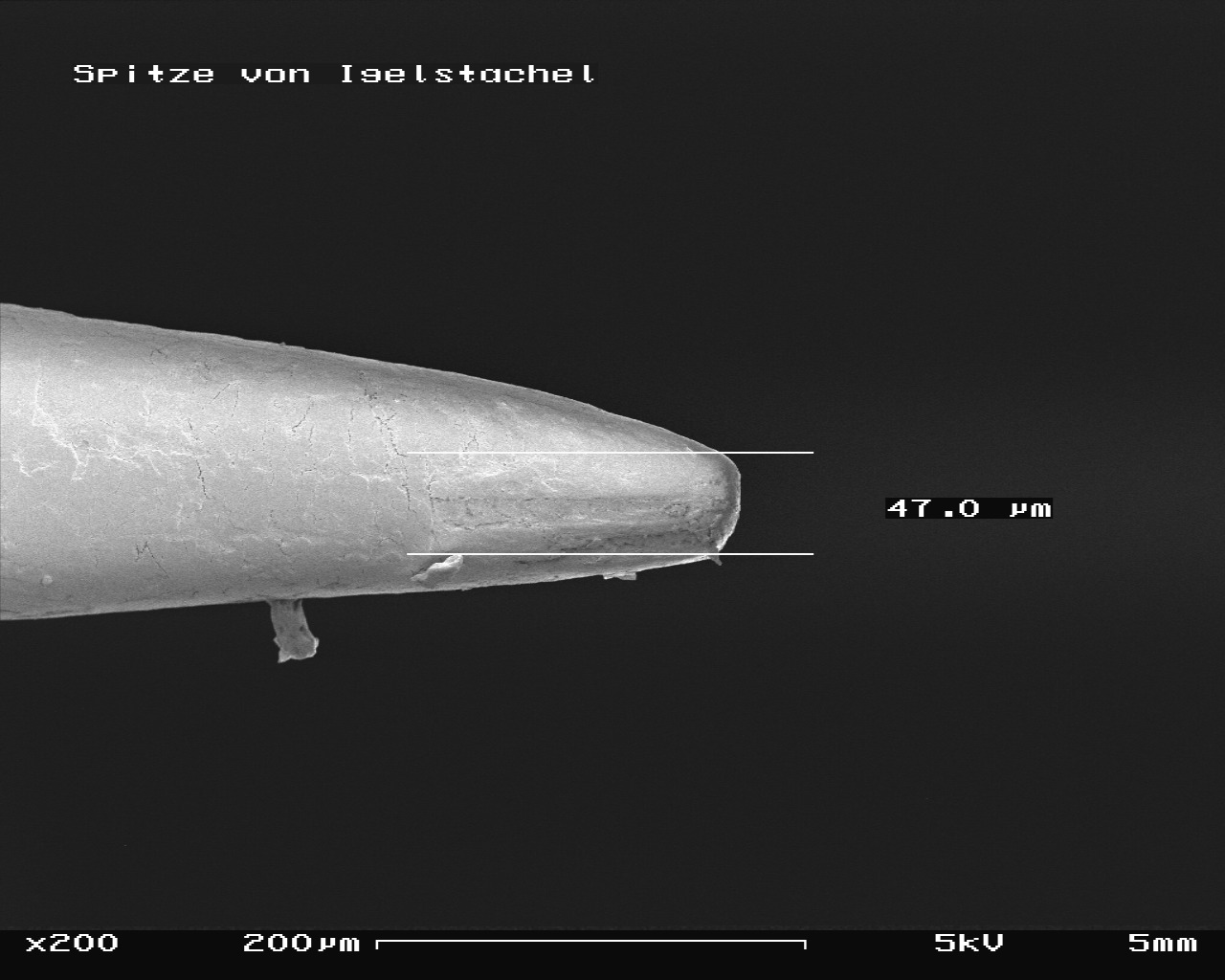
Ježčí bodlina pod SEM, zvětšení 200x

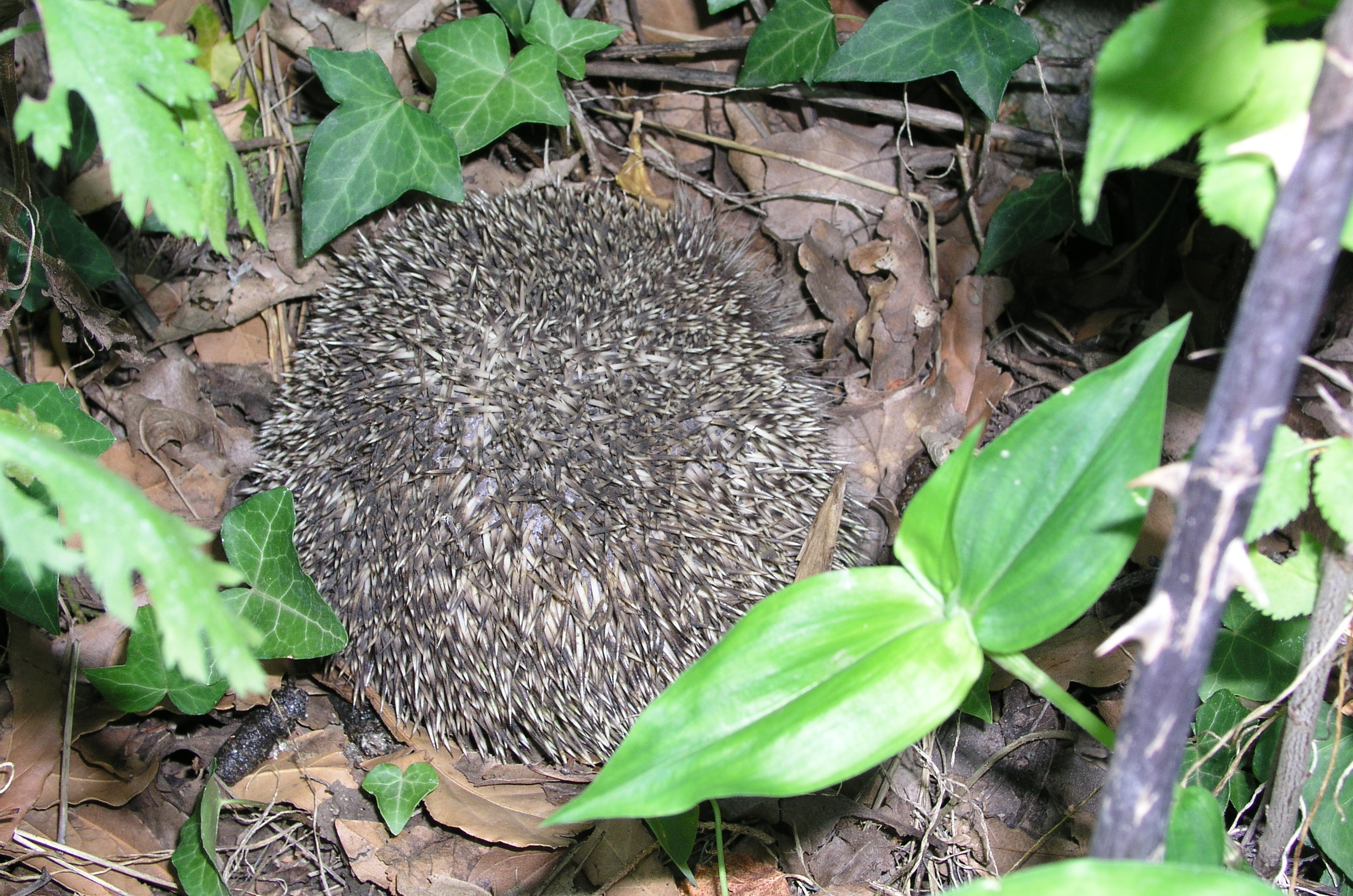
Ježek schoulený do klubíčka

Tělo dospělého ježka kryje na hřbetě a na bocích 6000–8000 bodlin. Vznikly splynutím a přeměnou chlupů, jsou 2–3 cm dlouhé, ve střední části 1–2 mm široké a po celé délce odlehčené vzduchovými komůrkami. Bodliny vybíhají v pevnou ostrou špičku, kořenem jsou vrostlé do pokožky a pomocí podkožních svalů se mohou v libovolném směru sklápět. Ve svalovině drží tak pevně, že i z mrtvého ježka je lze stěží vytáhnout. Podobně jako srst se i bodliny ježkům vyměňují, avšak jednotlivě a v delším intervalu (18 měsíců). Zbývající části těla – nohy, břicho, hrdlo, krk i část hlavy kryjí tuhé a řídké chlupy. Hrubá srst při teplém počasí rychle schne, a proto se ježkové mohou bez větších následků brodit v blátě či ve vlhké trávě.
Ježek dokáže svou bodlinatou ochranu znamenitě využívat. Zaznamená-li něco podezřelého, v první fázi bodliny naježí a očekává, co se bude dít. Pokud se nebezpečí stupňuje, v mžiku se promění v ostnitou kouli, do které není snadné se dostat. Ponechá si jen otvor naspodu, aby se neudusil. Takto dokáže setrvat i několik hodin, dokud stav ohrožení trvá.
V čeledi ježkovitých se nenacházejí výhradně hmyzožravci s ostnitým šatem – patří do ní i pět asijských druhů srstínů, kteří mají normální i když hrubou srst. Vypadají jako krysy nebo myš, zatímco chováním připomínají rejsky. Naopak ne všechna zvířata s bodlinatým šatem patří mezi ježky. Dikobraza pojí s ježkem pouze přítomnost bodlin, ale bodlín ježkovitý nebo bodlín Telfairův mají podstatně více podobných či shodných znaků. Tito hmyzožravci patří do jiné starobylé čeledi bodlínovitých (Tenrecidae) a obývají pouze Madagaskar. Ve stavu ohrožení se rovněž stáčejí do klubíčka, avšak chybí jim silný podkožní sval. Ani australská ježura a novoguinejská paježura nemají s ježky nic společného. Jedná se o primitivní ptakořitní savce.

## Ježci v Česku
Všichni ježkové jsou obyvateli Starého světa (Eurasie a Afriky), jinde se nevyskytují, pokud nebyli vysazeni člověkem, jako například na Novém Zélandu. Zoologové je rozlišují přinejmenším do 15 druhů, z nichž se v Česku vyskytují dva velmi podobně vypadající druhy. Jedná se o ježka západního a ježka východního
Ježci se dokázali sžít i s kulturní krajinou a místo v lesích či na křovinatých stráních je nyní spíše zastihneme v okolí osad, vesnic, rovněž v parcích a zahradách, na pokraji a uvnitř velkých měst.

## Smysly

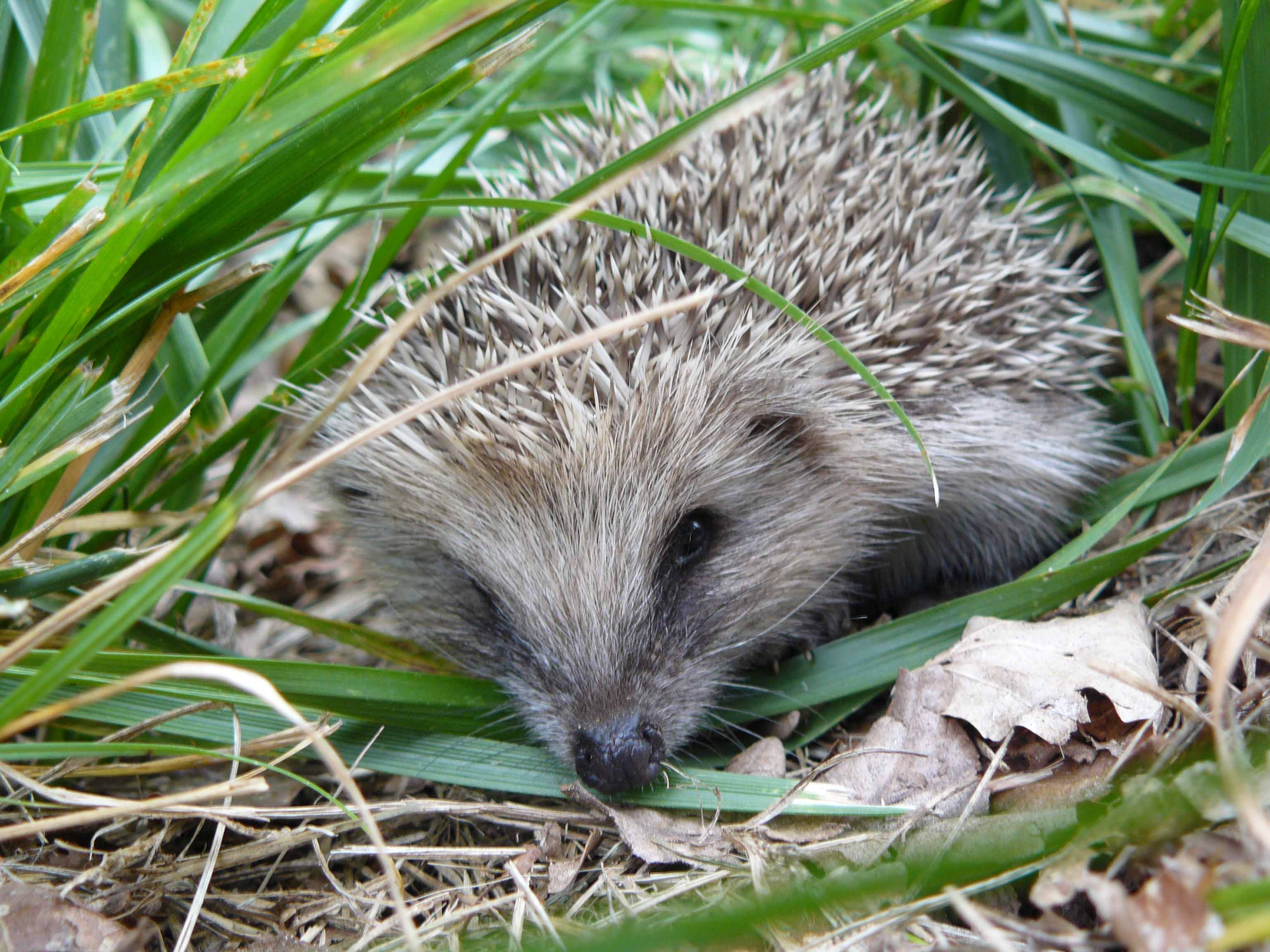
Ježek západní

### Čich
Na svých potulkách se ježek nechová nijak obezřetně – šustí, funí a hlasitě očichává vše kolem sebe, stále rozhrabuje listí nebo hrabanku a zdviženým rypáčkem větří do vzduchu a vše kolem sebe kontroluje. Špičku čumáčku mu neustále zvlhčuje zvláštní tekutina vylučovaná nosní sliznicí. Mimo to má funkční přídatný čichový orgán na horním patře v ústní dutině (tzv. Jacobsonův orgán), který u většiny ostatních savců v různé míře zakrněl. Vypadá jako malá jamka a je vlastně dědictvím po plazech, u nichž je výrazněji vyvinut. Význam čichu v životě ježků potvrzují i velké čichové laloky na jejich mozku. Žížalu nebo jinou lákavou pochoutku ucítí na tři centimetry v zemi.

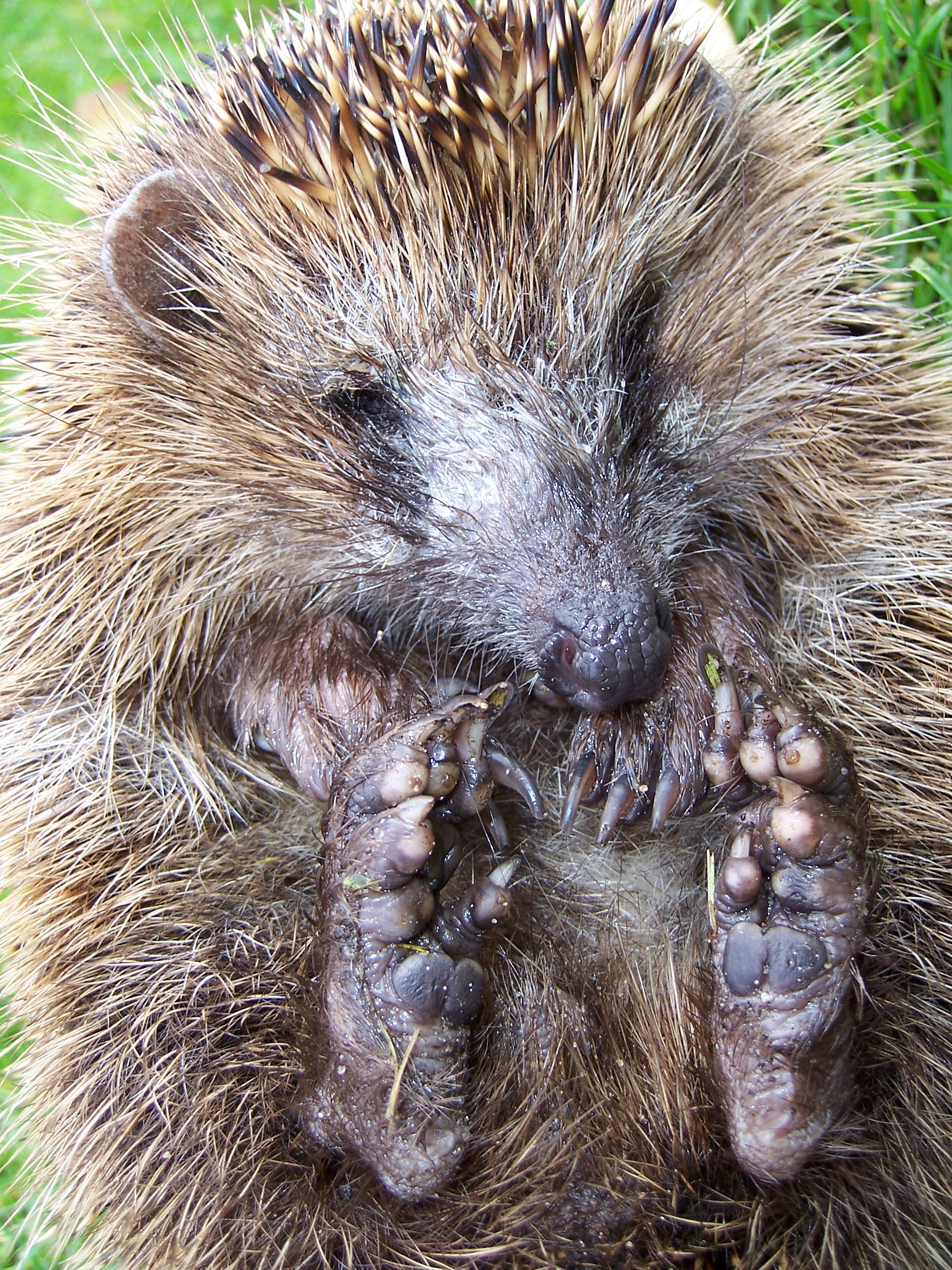
Ježek západní

### Zrak
Oči ježků leží hodně po stranách hlavy a zajišťují široké zorné pole. Přestože jsou dost velké, zrakové schopnosti ježků jsou nevalné. Vidí stejně špatně ve dne i v noci, nanejvýše obrysy a pohybující se objekty, jsou silně krátkozrací a při dobrých světelných podmínkách snad rozeznávají několik barev. Na konci čenichu ježka se nachází asi deset dalších hmatových vousů (tzv. vibrisy).

### Sluch
Vedle čichu napomáhá ježkovi v orientaci nejvíc sluch, zaměřený především na zvuky o frekvenci okolo 20 Hz.[zdroj?] Běžícího střevlíka nebo jiného brouka zaznamená údajně až na pět metrů, psa asi na dvojnásobnou vzdálenost. Dokonce i během zimního spánku si ježek uchovává schopnost vnímat vyšší zvukové podněty z okolí. Přinejmenším některé druhy ježků zaznamenávají (a zároveň vydávají) také ulrazvuky (frekvence 40–64 kHz i vyšší). Zatím není zcela jisté, zda je používají ke vzájemnému dorozumívání, zejména mezi matkou a mláďaty (což je obvyklé u řady jiných drobných savců), anebo také k echolokaci (jako netopýři či delfíni).

## Denní režim

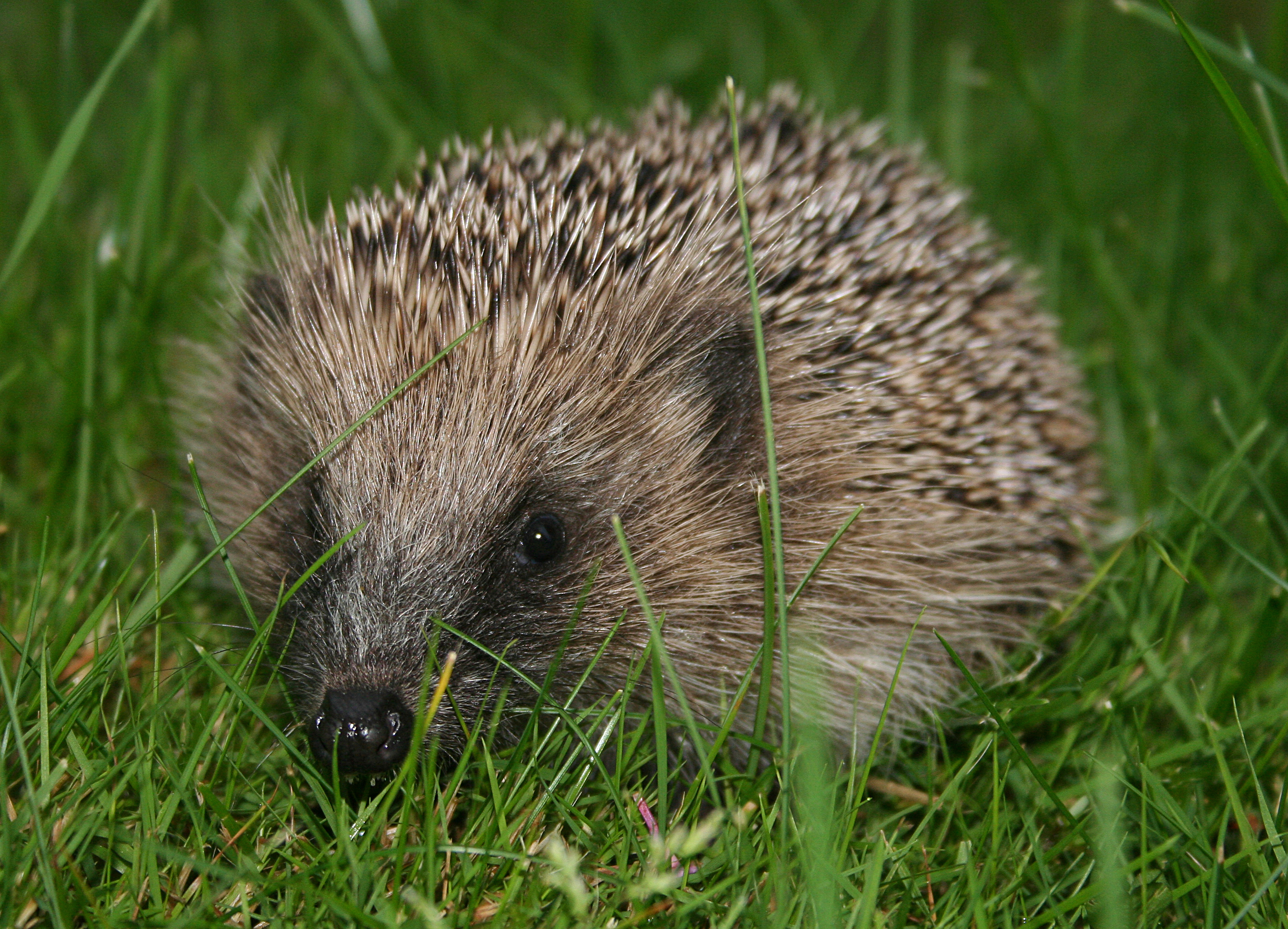
Ježek západní

Ježek prospí asi čtyři pětiny dne. Úkryty opouští po západu slunce a nejčilejší bývá mezi 9. hodinou večerní a půlnocí, a potom ještě kolem 3. hodiny ranní. V létě věnuje ježek nejvíc času obživě (45 %) a činnostem souvisejícím s rozmnožováním (např. hledání partnerů) nebo výchově mláďat (30 %), zhruba 15 % času mu zaberou různé přesuny mezi úkryty a hlavními lovišti potravy a jen asi 10 % připadá na odpočinek.
Dlouho převažovalo mínění, že ježci toho moc nenachodí a že se zdržují v nevelkém okruhu okolo úkrytu. Díky malým vysílačkám umístěným pod kůži musel být tento názor poupraven. Za noc průměrně urazí 700–1500 metrů, přičemž největší zaznamenaná vzdálenost, kterou ježek zdolal za jedinou noc, byla 3 kilometry a 140 metrů.

## Teritorium

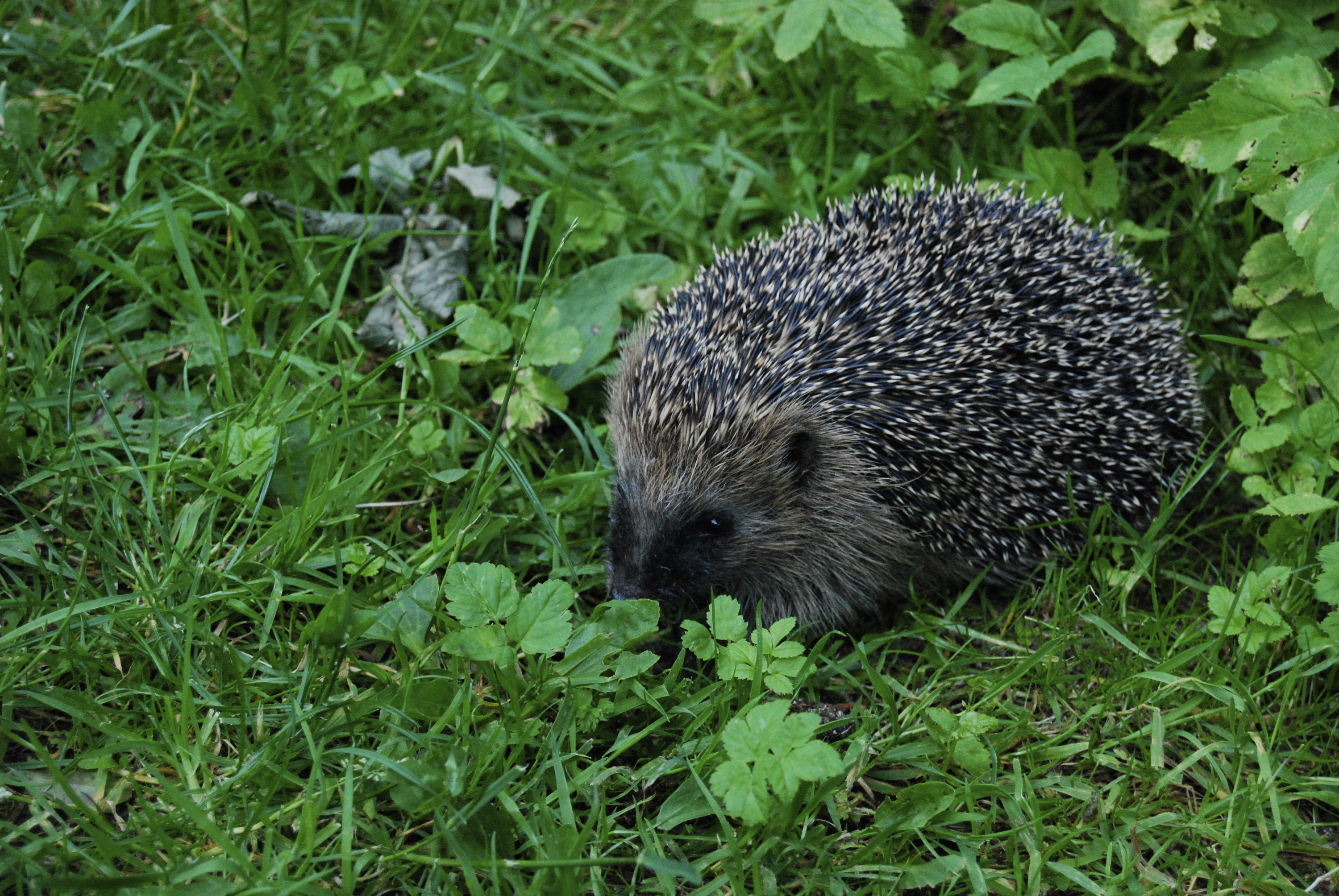
Ježek v zahradě

Území dlouhodobě obývané ježky má rozlohu od 5 do 100 ha (u samic mívá zhruba třetinovou velikost než u samců). Jeho velikost ovlivňuje nabídka potravy a úkrytů, stáří zvířat a také roční období. Na jaře, v době říje, a na podzim, kdy se ježkové vykrmují na zimu, jsou mnohem pohyblivější, než v ostatních částech roku. Mladí ježkové se po osamostatnění vydávají na delší průzkumné výpravy, než najdou území, na kterém se usadí. Rovněž samci toho více „naběhají“ než samice.
Ježci jsou samotáři (kromě samic s mláďaty). Území obývaná jednotlivými zvířaty se sice překrývají, avšak k „sousedským hádkám“ dochází zřídka. Jeden ježek respektuje druhého a vzájemným setkáním se pokud možno vyhýbají. Přes zdánlivě nemotornou postavu je ježek pohybově nadaný. Na krátkou vzdálenost dokáže přes nekrytý prostor běžet rychlostí až 9 km/h, normálně v klidu urazí za hodinu přes 200 metrů. Nezastaví ho jen tak nějaká překážka, dokáže přelézt i drátěný plot vysoký 1,5 metru. Kde nepřeleze, tam se podhrabe.

## Úkryt

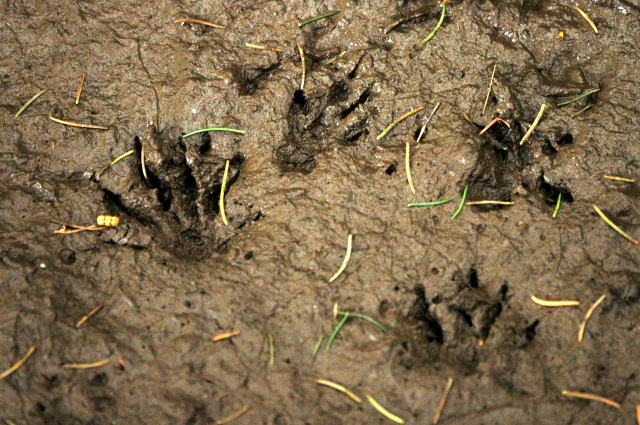
Ježčí stopy v blátě

Během roku mívá ježek několik příbytků – letní hnízda, hnízda určená k odchovu mláďat a zimní hnízda. Najdeme je v křoví, pod chrastím a pod většími kameny či padlými kmeny, v rozsedlinách skal, případně pod kůlnami a přístavky. Letní hnízda jednoho ježka jsou od sebe vzdálena 250 – 600 metrů. V horkém létě (v noci nad 16 °C) se obejde ježek bez úkrytu. Ježek východní si hrabe i krátké nory, nanejvýš půl metru dlouhé. Na stavbě zimního hnízda si ježkové dávají víc záležet, neboť v něm stráví 3,5 – 6 měsíců. Jeho stěny jsou neprodyšné a často ho ještě zakryjí vrstvou hrabanky. Stálý vchod nemá, neboť po ulehnutí ježkové vstupní otvor ucpou.

## Ježčí jídelníček

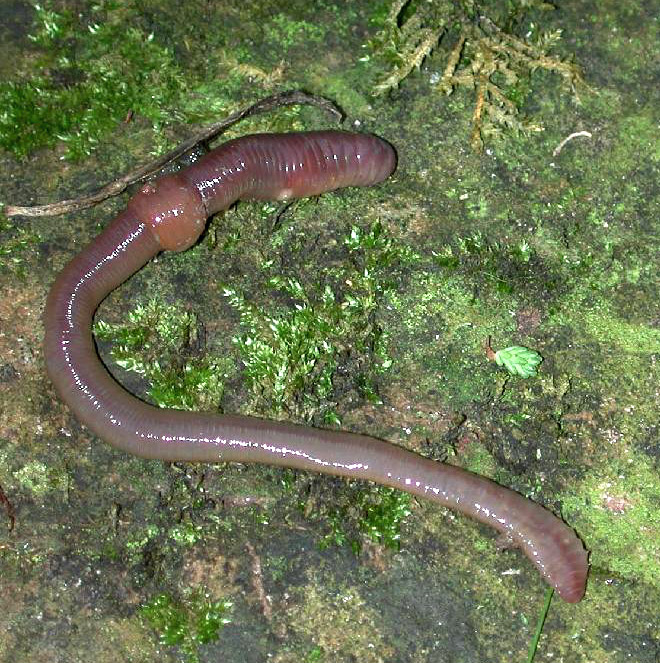
Typickou ježčí stravou je žížala

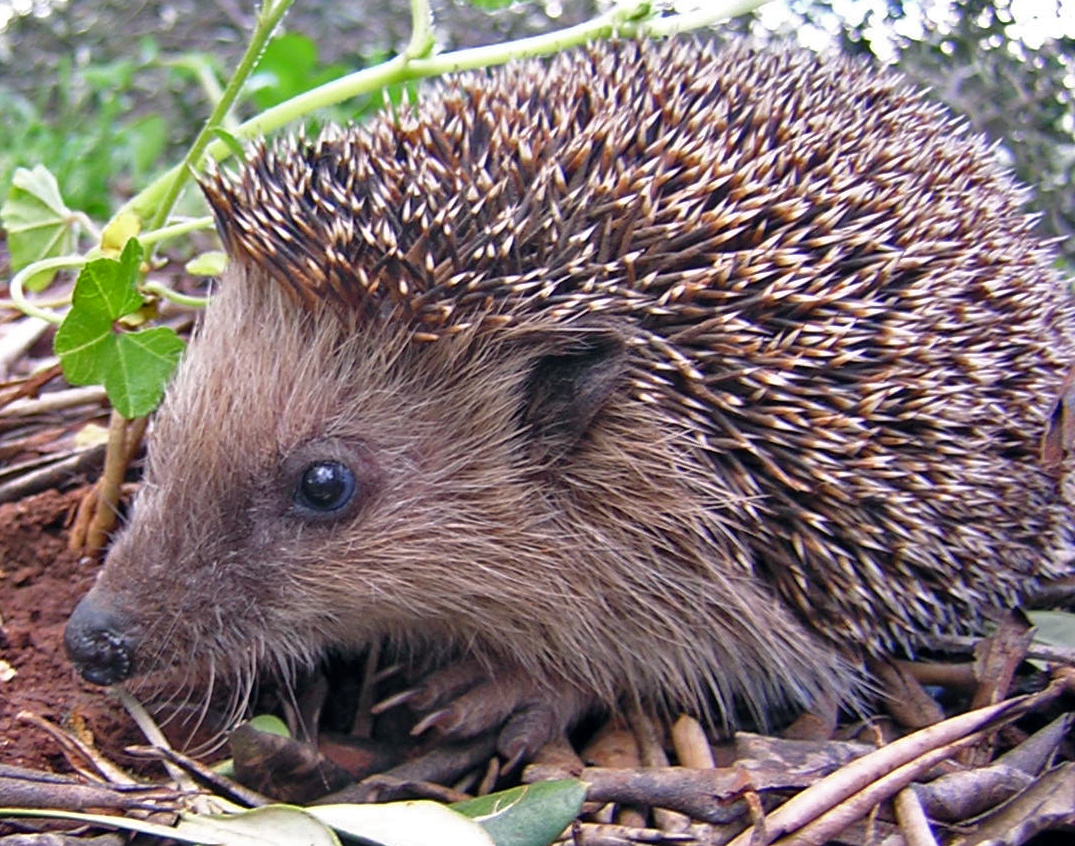
Ježek západní

Původně zoologové považovali ježka za všežravce. Nyní je zřejmé, že živočišná složka potravy v jeho jídelníčku převládá a zastoupení rostlinné stravy je okrajové. Kromě výsledků rozboru potravy tomu nasvědčuje stavba trávicího traktu s jednoduchým žaludkem, středně dlouhým tenkým střevem a zcela chybějícím slepým střevem.
Ježek není v potravě vybíravý a většinou se živí nejdostupnějším druhem potravy. Ekologové takové živočichy nazývají potravními oportunisty. Jeho jídelníček zahrnuje pestrou škálu především na zemi žijících bezobratlých živočichů, občas si ho doplní menšími obratlovci či jejich mláďaty. Hlavní potravou jsou slimáci, žížaly, housenky a brouci, v menší míře malí savci, ptáčata a plazi (včetně hadů). Také vajíčka ptáků neponechává ježek bez povšimnutí, s vajíčky většími než 25 mm si však vzhledem k šířce čelistí neporadí. Ponejvíc ho přitahují násady křepelek, skřivanů, lindušek, kachen, racků a bažantů. Obavy myslivců ze ztrát způsobených ježky na bažantích snůškách, případně na mláďatech, však nejsou oprávněné, neboť činí nanejvýše 23 % z celkových ztrát. Jen v malém množství se v trusu ježků objevují zbytky rostlinných materiálů, například listů trav, jehličí a semen.
Složení ježčího jídelníčku se mění podle místa výskytu, během roku i podle stáří zvířat (staří jedinci dávají přednost méně pohyblivé a snadněji dostupné kořisti). Ježek za noc dokáže spotřebovat 50–70 g potravy, tedy zhruba desetinu toho, kolik sám váží. Na podzim, kdy si vytváří tukové zásoby, žere mnohem víc než v létě. Lapené sousto si přidržuje předníma nohama a s neobyčejnou silou drtí kosti, ulity i chitinové schránky hmyzu.
Většina lidí ho považuje zásluhou obrázků Josefa Lady za pilného sběrače spadaného ovoce, které si odnáší do pelíšku. Moderní zoologie však tuto bajku, známou až ze starého Říma, s jistotou vyvrátila. Ježek sladké ovoce v oblibě nemá. Zato mu „pěkně“ voní různé dráždivé látky, mimo jiné i ty, které jsou obsažené v kvasících plodech. Rád se jimi parfémuje tak, že se na „voňavých“ předmětech vyvaluje. Tak se stává, že se mu na bodlinách přichytí list, papír, cigaretový nedopalek nebo jablko.

## Rozmnožování
Naši ježci se rozmnožují jednou (koncem jara až počátkem léta), nanejvýše dvakrát (na podzim) do roka. Po probuzení ze zimního spánku jsou vyhublí a hladoví, a tak se nejdříve musí dostat „do kondice“. Teprve potom nastane čas k založení nové generace. Po 31–39 dnech březosti přivádějí samice první mláďata na svět obvykle kolem poloviny června, druhé pozdní vrhy se rodí v září, výjimečně i v říjnu. Ve vrhu bývá od dvou do devíti mláďat, průměrná velikost vrhu se pohybuje mezi 4–5 mláďaty.
Námluvy ježků bývají bouřlivé. Nejprve stojí samce hodně námahy, aby našli samici. Když se stane, že se o jednu ucházejí dva nápadníci, pustí se do rvačky, v níž nechybí kousance ani kopance. Ani potom však nemá vítěz jednoduché pořízení. „Stydlivé“ samičky se nechávají k „milostným“ hrám dlouho přesvědčovat. Samci na ně všelijak dorážejí, honí je a obíhají, občas dojde i k nějakému úderu nohama nebo čenichem. Takto to může trvat několik hodin, během nichž zvířata stále hlasitě supí.
Vlastní páření trvá 1–3 minuty a v jedné pozici se může několikrát za sebou opakovat až po dobu 20 minut. Samci nevyznávají věrnost samicím a hned po páření začínají hledat jinou partnerku. Osud potomstva je vůbec nezajímá.
Ježčata přicházejí na svět slepá a holá, těsně po porodu jim tělo pokrývá růžová kůže s četnými hrbolky od bodlin, které jsou hluboce ponořené v silně zbytnělé kůži. Váží 80 g a měří asi 7 cm. Po několika hodinách prorazí jakoby na zkoušku bílé a jen několik milimetrů dlouhé bodliny. Asi za den a půl je nahradí tvrdší ostny, které postupně dorůstají a během dvou týdnů získají typické pruhované zbarvení. V té době ježčata i poprvé prohlédnou, o týden později se vydají na první procházku mimo hnízdo a ochutnávají první kousky normální potravy. Do té doby sála jen mateřské mléko obsahující 10 % tuků, 7 % bílkovin, přes 2 % minerálů, 2,0 % sacharidů a zbytek vodu. Třetí, trvalé ostny narostou mladým ježkům až po několika měsících života. Když se samici narodí víc mláďat, stává se, že je všechna neuživí. Ježčí máma pečuje o potomstvo asi dva měsíce. Zpočátku mláďata starostlivě vodí, ukazuje jak hledat potravu a každou noc se s nimi navrací do rodného hnízda. Úplné samostatnosti dosáhnou mladí ježkové zhruba při hmotnosti čtvrt kilogramu.
Pohlavně mladí ježkové dospívají ve věku 9–10 měsíců, jen výjimečně se mladý samec páří už na podzim toho roku, kdy se narodil.
V zajetí se může ježek dožít věku až 10 let, v přírodě nanejvýše 5–6 let. Ve skutečnosti ale jedinci starší 4 let tvoří sotva 9 % (většinou podstatně méně) populací. Největší úmrtnost mají mláďata během první zimy, kdy jich uhyne až 60 %.

## Zimní spánek

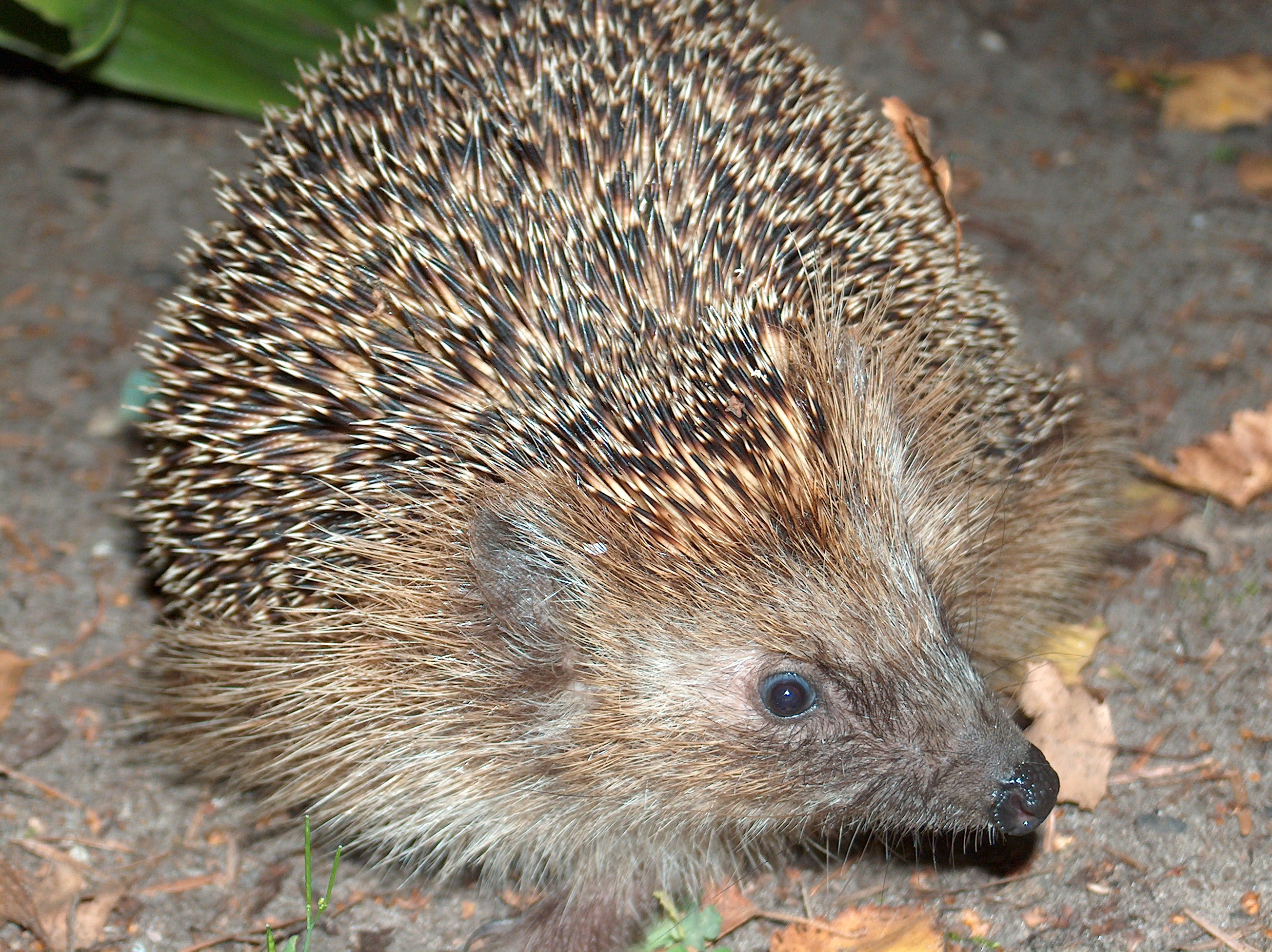
Ježek západní

Zvláštní údobí ježčího života představuje zimní spánek. Už od konce léta si hromadí pod kůží silnou vrstvu zásobního tuku. Naději úspěšně přestát útrapy zimy mají jedinci s hmotností alespoň 500–700 g, z čehož třetina připadá právě na tukové zásoby. Zásobní tuk se skládá z tzv. hnědé tukové tkáně, uložené především ve hřbetních partiích těla (zajišťuje rychlou potřebu energie při probouzení) a bílé tukové tkáně, ukládající se pod kůží a v tělní dutině (dlouhodobá zásobárna energie). Ztráta hmotnosti během přezimování činí celkově 20–50 a v přepočtu na den 0,2–0,3 % tělesné hmotnosti.
Neméně důležitá je volba úkrytu. Zimní hnízda musí být dost důkladná, téměř vodovzdorná a dokonale izolující od chladu. Měření ukázala, že při kolísání vnější teploty v rozmezí −8 až +8 °C se uvnitř pohybuje teplota od +1 do +5 °C.
U nás se ježkové ukládají k zimnímu spánku nejčastěji v říjnu. Začátek hibernace obvykle následuje po dlouhodobějším poklesu průměrné teploty vzduchu pod 10–15 °C, což spolu s prodlužujícími se nocemi vyvolává změny v produkci některých hormonů. Zatímco při odpočinku spí ježek polostočený na boku, při zimování se úplně stočí do klubíčka. Když se jeho tělesná teplota postupně sníží z normálních 35–36 °C (průměr 35,4 °C) na 5–8 °C, zapne se „automatické vytápění“, které vyrovnává tepelné ztráty tak dobře, že jeho teplota nikdy neklesne pod nulu – to by zmrzl. Během zimního spánku se počet tepů srdce sníží ze 200–300 na pouhých 5 za minutu, podobně je tomu i krevním tlakem a s dýcháním, které klesá ze 40–50 výdechů na pouhé 1–2 výdechy za minutu. Celkově se energetické nároky ježčího organizmu sníží během zimního spánku asi na 10 % úrovně v aktivního stavu. Dále dochází i k řadě dalších fyziologických změn – o víc než polovinu se zmenšuje slinivka břišní, smršťují se střeva, mění se krevní obraz (bílé krvinky se stěhují do lymfatických žláz) i obsah různých prvků v krevní plazmě atd.
Ježčí „odloučení od světa“ však není nepřetržité, v určitých intervalech (5–11 dni) se probouzejí, aniž by opouštěli úkryty. Normální tělesné teploty dosáhne ježek během tří hodin. Stejně tak se ježkové probouzejí při vyrušení nebo náhlém oteplení, což však znamená spotřebu energie navíc. Proto jsou tuhé a na sníh bohaté zimy pro zimní spáče příznivější než mírné zimy, provázené častými oblevami. Po několikanásobném probuzení nakonec ježkové hynou naprostým vyčerpáním ještě před příchodem jara. Celková délka zimního spánku závisí na místních klimatických podmínkách: ve Skandinávii ježci zimují 8 měsíců, v Německu a u nás 5–6 měsíců a na jihu Evropy jsou čilí po celou zimu.

## Jak pomáhat ježkům

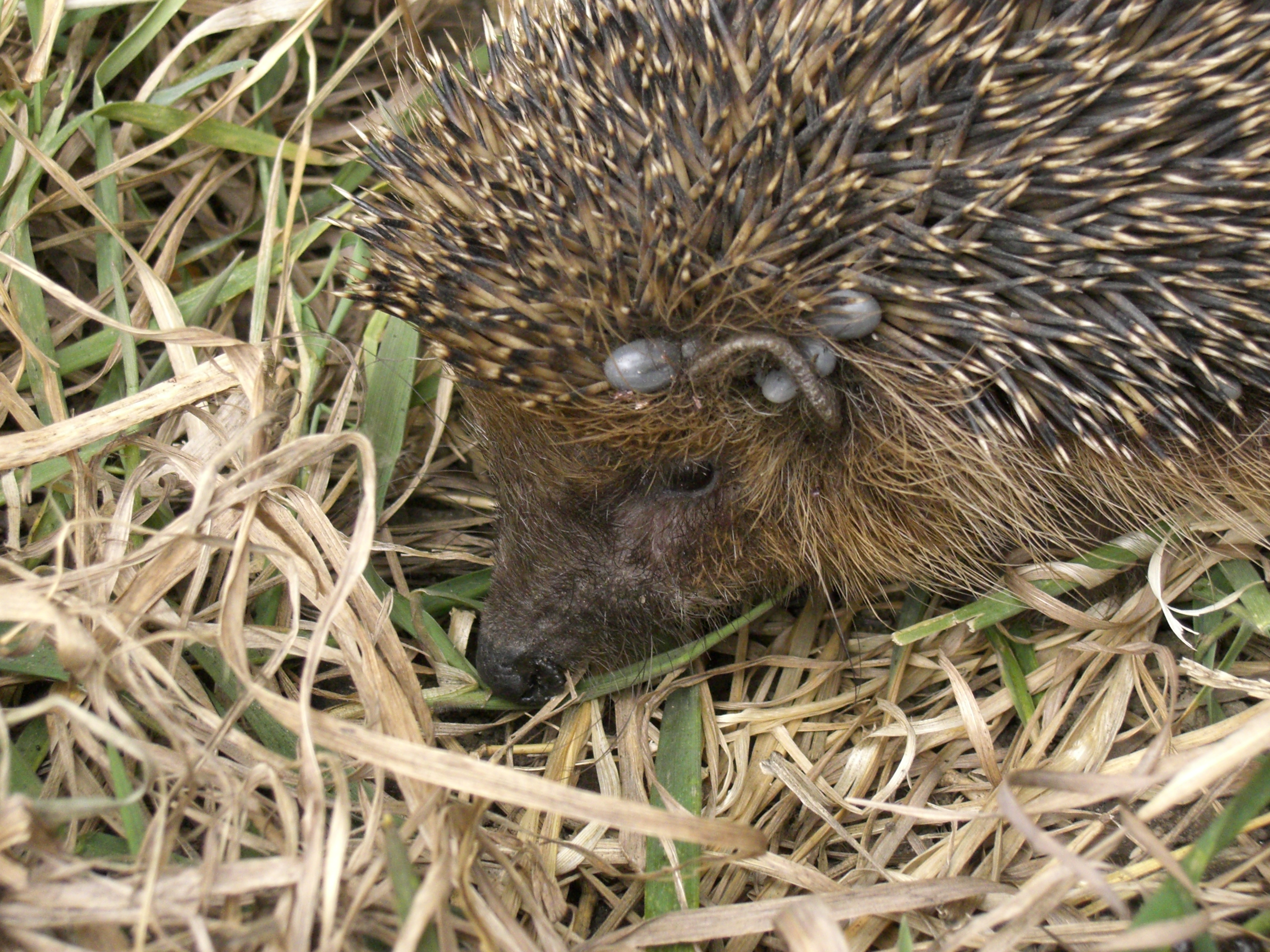
I ježek může chytit klíšťata.

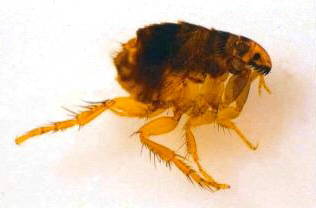
Průměrný počet je 100 blech na jednoho ježka.

Ježek má v přírodě málo přirozených nepřátel. Schopnost stočit se do pichlavé koule mu často zachrání život, neboť odradí mnoho šelem a dravců, pro které by jinak byl lákavým soustem. Ve skutečnosti má jen dva opravdové nepřátele – tchoře a výra. Početné zbytky ježčích kůží, nacházené v norách tchořů a poseté na hnízdištích výrů ukazují, že oba dokážou ježka přelstít. S čím se ovšem ježkové nedokážou vyrovnat, jsou rozmary počasí, zejména časté zimní oblevy nebo silné mrazy bez sněhu. V létě jim nesvědčí déle trvající deště; při promáčení a podchlazení trpí kašlem a průjmy. Pomalý růst a hubnutí ježků mívá zase na svědomí plicní parazit plicnivka ježčí. V některých oblastech napadá 80–90 % dospělé populace ježků. Naproti tomu množství klíšťat, blech a roztočů, které ježci ve své srsti hostí, žádné vážné nebezpečí neznamená.

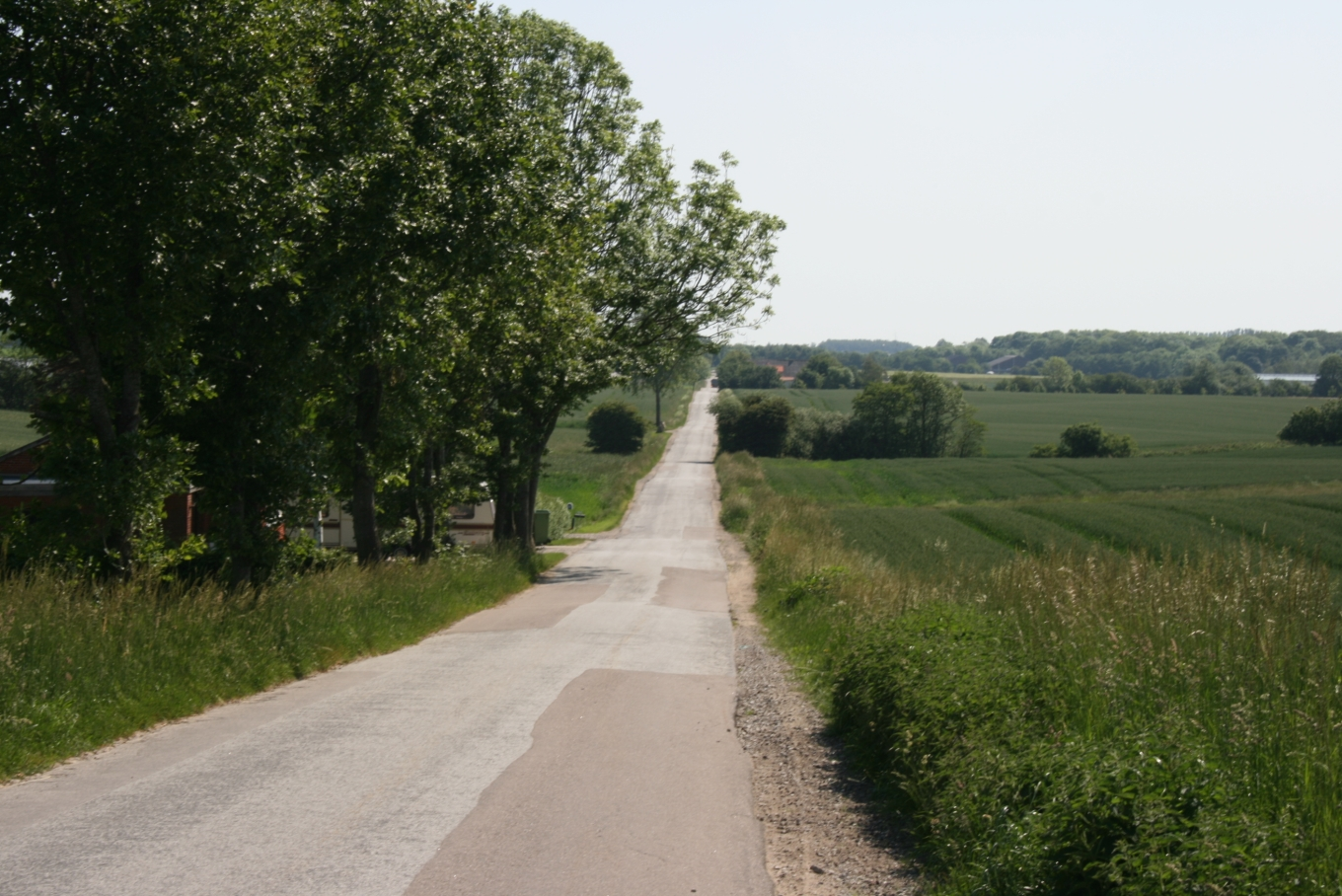
Mnoho ježků nachází smrt na silnicích.

### Ježek a člověk
Největším nepřítelem ježků je člověk.
- Smrtonosné silnice: Ježkové po deštích nacházejí na asfaltu mnoho žížal a za nocí se na vyhřátém povrchu zdržuje hodně hmyzu. I při nejlepší vůli řidičů se mnohdy nedá střetu automobilu s ježkem zabránit. Více pozornosti je proto třeba věnovat prevenci: v kritických místech snižovat povolenou rychlost, oplocovat dálnice a zřizovat pod nimi dostatek „podchodů“ pro ježky a další zvířata.
- Chemizace prostředí: Neméně významnou příčinou úhynu ježků je nadměrné používání umělých hnojiv a ochranných přípravků (tzv. pesticidů).
- Vypalování trávy: Také na vypalování staré trávy na úhorech a stráních mohou ježkové – zvláště na jaře – doplatit životem.
- Pasti na ježky: Velké nebezpečí představují pro ježky různé výkopy a nekryté jímky.

Lidé mnohdy nemají o ochraně ježků správnou představu. Většinou ji zužují na záchranu podzimních mláďat, která mají malou naději na přezimování. Péče o ježčí „dorostence“ je jistě záslužná, ale ježkové potřebují víc naši pomoc jinde. Je třeba dbát o pestrou krajinu s dostatkem křovin, remízků a lesíků. Jenom v ní ježkové – a ostatní zvířata – nalézají vhodný životní prostor. Naopak o přikrmování ježků se moc snažit nemusíme. Je to dvousečná zbraň – na jedné straně jim sice pomáhá přestát období nedostatku potravy, nebo rychleji se zotavit po zimním spánku, ale na straně druhé přináší i nežádoucí efekty: ježkové tloustnou a zpohodlní, přežívají a následně se rozmnožují biologicky méněcenní jedinci. Na přikrmovacích místech se zvyšuje i možnost přenosu parazitů a infekcí.

### Co si počít s ježkem doma?

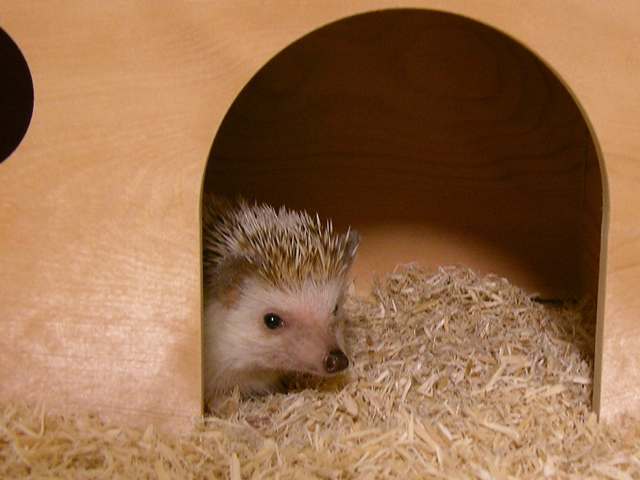
Domeček pro ježka

Ujmout se na podzim opuštěného ježečka je snadné. Horší chvilky nastanou, když se pro něj doma hledá umístění. Když si přineseme bodlinatého chovance domů, první, co nás zarazí, bude asi velké množství parazitů. K odstranění blech lze použít sprej DIFFUSIL (přípravek se nesmí dostat do očí a na čumáček). Když je ježek svolný a nechá se sebou manipulovat, můžeme mu ošetřit opatrně i bříško – sprej si nastříkneme na ruku a roztíráme po chlupech. Hygienu ukončíme koupelí s přídavkem šamponu ORTHOSAN. Malinké ježky do hmotnosti 200 g podobných radovánek ušetříme a nežádoucí cizopasníky jim vyčešeme nad umyvadlem s vodou jemným suchým dětským kartáčkem na vlasy.
Pak je třeba „drobečka“ vykrmit, aby alespoň část zimy mohl strávit zimním spánkem. Jeho přirozený instinkt k zimnímu lenošení zpočátku potlačíme umístěním v prostředí teplejším než panuje venku, a teprve po dosažení hmotnosti alespoň 700 g mu zimní spánek přenesením do chladné místnosti umožníme.
Dokrmované mládě umístíme ve větratelné místnosti s teplotou 18–20 °C. Jako obydlí mu dáme dřevěnou bedničku nebo kartónovou krabici se vstupním otvorem asi 10×9 cm a s odnímatelným víkem, vyplněnou zmuchlaným měkkým papírem nebo netřepivými hadříky. Obydlí musí být vysoké alespoň 40 cm, jinak bude ježek přelézat jeho stěny.
Pozor: Použití polystyrenu není vhodné, ježci jej okusují a mohli by uhynout.

#### Jak krmit ježka?

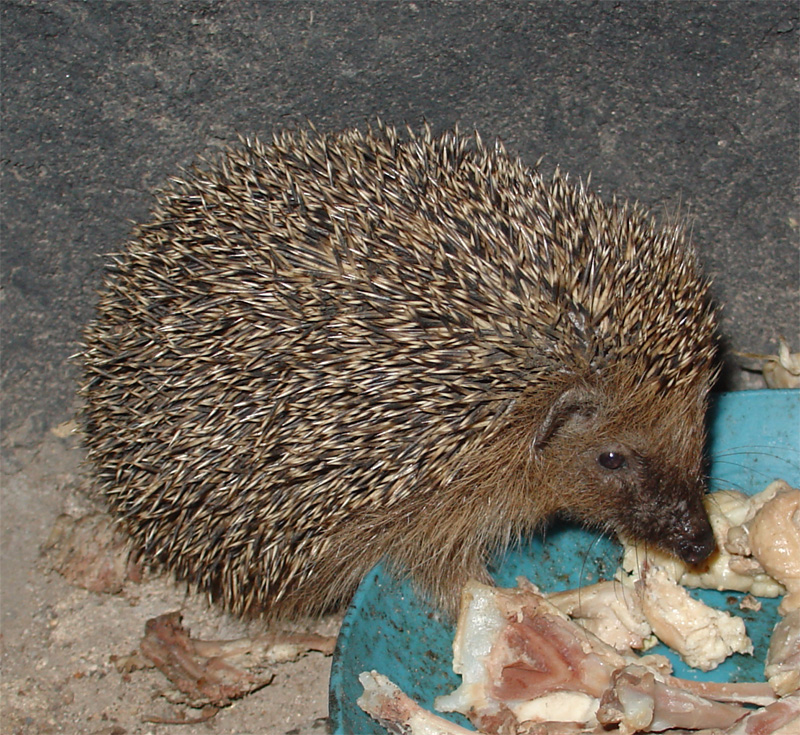
Ježkům dáváme libové hovězí a telecí maso

Ježkům dáváme libové hovězí a telecí maso – vařené i syrové, uvařené drůbeží maso, občas vnitřnosti játra, slezinu, aj.), dále též maso králičí, jehněčí a vařené či syrové ryby bez kostí. Jako přílohu střídáme vařené těstoviny, rýži, ovesné vločky vařené i syrové, vařenou mrkev, strouhané tvrdé pečivo, nesladké sušenky i ořechová jádra. Ježčí hlad s úspěchem utišíme i netučnými a nekořeněnými zbytky z kuchyně, například rizota nebo málo sladkého nákypu. Nejvíc se ježkům zavděčíme, když jim jídelníček občas zpestříme „moučnými červy“ (larvy potemníka moučného), cvrčky, laboratorními šváby či jiným hmyzem. Jako „moučník“ neuškodí kousek tvarohu, taveného mazlavého sýra, burisony či vařená vejce, a nanejvýš jednou týdně 1–2 piškoty. Jídla pro ježky nevhodná jsou uzené ryby, vepřové tučné maso, lůj, uzeniny a solená masa, sladkosti, jídla kořeněná, čerstvé pečivo; také tekutá strava – polévky a omáčky – jim neprospívají.
Péče o ježčí „miminka“ je náročnější. Vyžadují teplo, napájení kapátkem (nebo injekční stříkačkou z umělé hmoty) každé 4 hodiny a po nakrmení masáž bříška a čištění zadečku. Krmíme je Feminarem nebo Sunarem zředěným vývarem z ovesných vloček v poměru asi 2:1. Po dosažení hmotnosti 100 g jim lze už podávat řídkou krupičnou kaši a rozmačkaná vařená kuřecí játra. Jakmile začnou samostatně přijímat potravu (asi okolo 130 g), převádíme je postupně na normální potravu dospělých ježků, obohacenou ve větší míře vitamínovými a nerostnými přísadami (Spofavit, Pangamin, Roboran). K pití jim dáváme výhradně vodu – převařenou nebo odstátou, v misce ji denně vyměňujeme. Zásadně ježkům nedáváme čerstvé ani kondenzované mléko. Používáme zvlášť misku na suché a masité krmivo i na vodu. Misky by měly být dostatečně masivní a těžké, aby je ježkové nepřevraceli.